# ویلهو نیتیما
ویلهو نیتیما (فنلاندی: Vilho Niittymaa؛ ۱۹ اوت ۱۸۹۶ – ۲۹ ژوئن ۱۹۷۹) پرتاب‌گر دیسک اهل فنلاند بود.
وی در مسابقات کشوری و بین‌المللی در مجموع برندهٔ ۱ مدال نقره شده‌است.